# Бородин, Данил Алексеевич
Данил Алексеевич Бородин (род. 10 марта 2005, Новосибирск) — российский хоккеист, нападающий.

## Биография
Хоккеем начал заниматься в шесть лет в школе «Сибири». В октябре 2018 года перешёл в академию омского «Авангарда», в феврале 2021 года — в «Кристалл» Бердск. 26 декабря 2022 года дебютировал в команде МХЛ «Сарматы» Оренбург. Перед сезоном 2023/24 перешёл в тольяттинскую «Ладу». Сезон отыграл в команде МХЛ «Ладья». 17 сентября 2024 года в гостевом матче «Лады» против «Локомотива» (1:2) дебютировал в КХЛ.